# Irish Sea Glacier

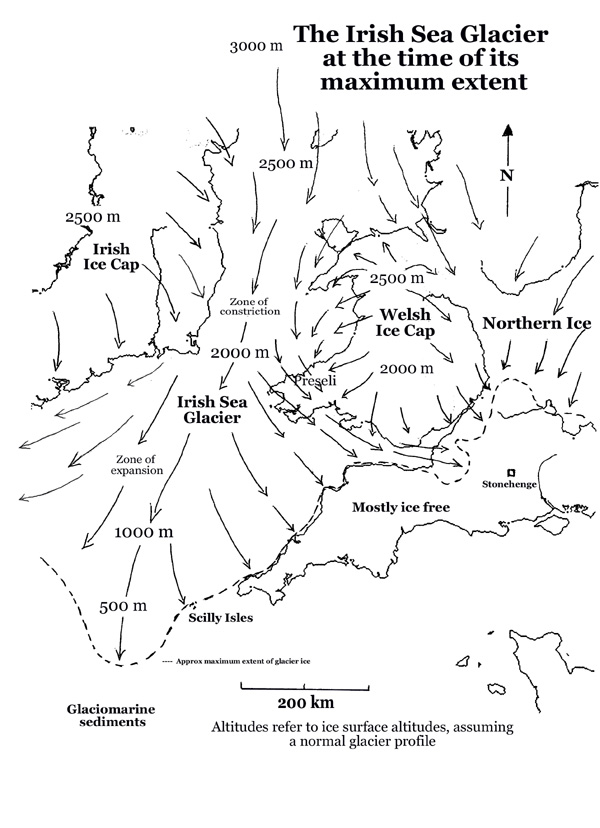

Der Irish Sea Glacier (Gletscher der Irischen See) war ein riesiger Gletscher während der Letzten Kaltzeit, der sich möglicherweise sogar mehrfach von seiner Ursprungsregion im heutigen Schottland und Irland über die Irische See, die Isle of Man, Anglesey und Pembrokeshire ausdehnte. Er erreichte seine maximale Ausdehnung möglicherweise während der so genannten Anglian Glaciation und war noch während der späten Devensian Glaciation (Letztes Maximum der Vergletscherung) weit ausgedehnt.
Er war der einzige klar abgrenzbare Gletscher der Irischen See und erstreckte sich über etwa 700 km von seinem Ursprung bis zum südlichen Ende. Manchmal wird er auch als „Ice Stream“ (Eisstrom) bezeichnet, da er offenbar nicht von eisfreien Landgebieten begrenzt war, sondern von Hochlandgebieten, die genauso eisbedeckt waren. In seiner größten Ausdehnung erstreckte sich der Gletscher bis an die Küsten von Somerset und Cornwall, entlang der Südküste von Irland und sogar bis an die Isles of Scilly.
Der Strom wurde im St.-Georgs-Kanal durch einen relativ schmalen Kanal gepresst, weil Eis vom Irischen Eisschild im Westen und dem Walisischen Eisschild (Welsh Ice Cap) im Osten dort zusammenfloss. Stellenweise war der Gletscher daher möglicherweise nur 80 km breit.
Sobald das Eis dieses Nadelöhr durchquert hatte, breitete es sich (zumindest während der Anglian Glaciation) in eine breite Zunge aus, auf dem Gebiet, das heute von der Keltischen See und dem Zugang zum Bristolkanal gebildet wird. An der Ostflanke des Gletschers zeigen Streifenbildungen, Gletscherablagerungen und „erratic trains“ (erratische Formationen), dass die Seite von Eis des Walisischen Eisschildes an den Brecon Beacons nach Süden abgedrängt wurde, so dass das Eis in der Irischen See parallel zur Küste von Südwales floss und bei den Somerset Levels, zwischen Exmoor und den Mendips die englische Küste erreichte. Es ist unbekannt, wie weit sich der Gletscher ins Inland erstreckte, aber es gibt verstreute Gletscherablagerungen im Gebiet um Bridgwater und Glastonbury – möglicherweise die östlichsten Grenzen des Gletschers. Im Westen reichte der Gletscher bis Cork Harbour (Irland). Die maximale Breite wird mit 320 km angenommen. „Alte“ Gletscherablagerungen in Südwales und in Pembrokeshire sind jedoch noch immer nicht genau datiert.

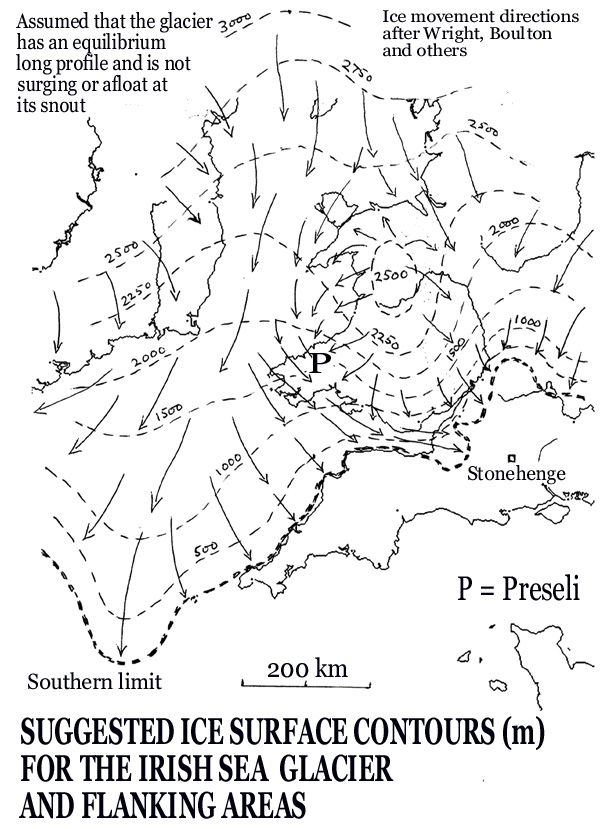

Eine wissenschaftliche Diskussion wird auch um die Vergletscherung der Scilly-Inseln geführt. Das Eis des Irish Sea Glacier drückte nachweislich an die Nordküste der Inseln und mehr und mehr Beweise sprechen dafür, dass dies in einem Zeitraum von vor ca. 24.000 Jahren erfolgte. Während derselben Periode der Vergletscherung reichte der Eisschild entlang der irischen Küste westlich bis nach Cork und mit der Südspitze bis ca. 100 km südwestlich der Scilly-Inseln. Forschungen sprechen dafür, dass das Eis überall auf Grund lief und nur an wenigen Stellen auf Wasser auflag. Das entspricht auch der Ansicht, dass der Meeresspiegel damals um ca. 120 m tiefer lag als heute. Nur im äußersten Südwesten könnte das Eis auf dem Wasser gelegen haben und die Gletscher zum Kalben gekommen sein.
Nach einer Theorie drang der Gletscher so weit nach Süden vor, weil die Gletscherzunge teilweise durch den hohen Druck von Porenwasser in den leicht verformbaren Meeressedimenten am Grund vorangetrieben wurde. Demnach wären Teile von Südwales, der Bristolkanal und die Küsten von Südwest-England eisfrei geblieben.
Allerdings bewegen sich Gletscher nach den Regeln der Physik und eine lange schmale Gletscherzunge mit einem glatten langgezogenen Profil ist auf diese Weise schwer zu erklären. Eng eingezwängte „Tal-Gletscher“ (Troggletscher) existieren in Tundren-Landschaften nicht, wie sie damals im fraglichen Gebiet vorgeherrscht haben müssen. Außerdem steigt das Gletscherbett nach Süden sogar an. Gletschereis würde sich unter diesen Bedingungen normalerweise aufstauen und zu den Seiten hin „überlaufen“. Man kann davon ausgehen, dass der Gletscher an seiner südlichen Spitze etwa 2.000 m hoch war und im St.-Georgs-Kanal, über der Isle of Anglesey sich ca. 2.250 m und über der Isle of Man ca. 2.500 m auftürmte. Dementsprechend müssten auch die Berge von Wales und Ost-Irland unter einem dicken Eisschild begraben worden sein und auch der Bristolkanal wäre demnach während der letzten großen Vereisung eisgefüllt gewesen.
Forschungen von 2007 sprechen auch dafür, dass das Gebiet jenseits der South Ireland End Moraine  während und nach der letzten großen Vereisung durch einen Irischen Eisschild bedeckt war, genauso wie Teile der Gebiete jenseits der South Wales End Moraine.
Ein weiteres Rätsel ist die Frage, inwieweit sich das Längsprofil des Irish Sea Glacier, während seiner größten Ausdehnung, dem Gleichgewichtsprofil entsprach. Beobachtung an analogen Situationen auf Marie-Byrd-Land, Westantarktika, lassen darauf schließen, dass die Eisbedeckung über den Gebirgen etwa 800 m weniger gewesen sein könnte als vorausgesagt.